# Eulithis nubilata
Eulithis nubilata är en fjärilsart som beskrevs av Alpheus Spring Packard 1867. Eulithis nubilata ingår i släktet Eulithis och familjen mätare. Inga underarter finns listade i Catalogue of Life.